# Рошкі-Хшчони
Рошкі-Хшчони (пол. Roszki-Chrzczony) — село в Польщі, у гміні Соколи Високомазовецького повіту Підляського воєводства.
Населення — 35 осіб (2011).
У 1975-1998 роках село належало до Ломжинського воєводства.

## Демографія
Демографічна структура станом на 31 березня 2011 року:
|          | Загалом | Допрацездатний вік | Працездатний вік | Постпрацездатний вік |
| -------- | ------- | ------------------ | ---------------- | -------------------- |
| Чоловіки | 20      | 1                  | 16               | 3                    |
| Жінки    | 15      | 1                  | 6                | 8                    |
| Разом    | 35      | 2                  | 22               | 11                   |